# أرييل نان
أرييل نان (بالإسبانية: Ariel Nan)‏ هو مغني أرجنتيني، ولد في 9 ديسمبر 1979 في بوينس آيرس في الأرجنتين.

## وصلات خارجية
- أرييل نان على موقع IMDb (الإنجليزية)
- أرييل نان على موقع ميوزك برينز (الإنجليزية)